# Acidente do Airbus A400M em Sevilha de 2015
O Acidente do Airbus A400M em Sevilla de 2015 foi um acidente aéreo ocorrido em 9 de maio de 2015, em La Rinconada, na província de Sevilha. A aeronave estava em testes operados pela Airbus e estava prestes a ser entregue para a Força Aérea Turca. Estavam a bordo do avião seis tripulantes, sendo dois pilotos, três engenheiros de voo e um mecânico, tendo quatro fatalidades e dois sobreviventes.